# Live at Roseland: Elements of 4
Live at Roseland: Elements of 4 – koncertowe DVD amerykańskiej wokalistki Beyoncé Knowles. Za jego reżyserię odpowiadali Knowles, Ed Burke oraz Anthony Green, zaś jego producentem wykonawczym była Knowles. DVD zostało nakręcone podczas rewii 4 Intimate Nights with Beyoncé, która odbyła się w nowojorskiej Roseland Ballroom w sierpniu 2011 roku. Ekskluzywna premiera Live at Roseland: Elements of 4 w sklepach sieci Walmart miała miejsce 21 listopada 2011 roku. Z kolei 25 listopada ukazała się edycja deluxe DVD, złożona ze wszystkich utworów wykonywanych podczas koncertu, bonusowego materiału zza kulis, 20-stronicowej książeczki, a także antologii wideo.
Wytwórnia Sony Music Entertainment promowała Live at Roseland: Elements of 4 za pośrednictwem oficjalnych pokazów zawartego na nim materiału. Na stronie internetowej wokalistki publikowane były ponadto liczne zwiastuny oraz wykonania koncertowe niektórych utworów. W serwisie YouTube zamieszono również siedem wideoklipów, które znalazły się na DVD. Premiera koncertu ukazanego na Live at Roseland: Elements of 4 miała miejsce w Vevo 20 listopada 2011 roku, na dzień przed wydaniem DVD. 6 stycznia 2012 roku dla użytkowników iPhone’ów oraz iPadów udostępniona została aplikacja Live at Roseland: Elements of 4, zatytułowana Beyoncé: Live at Roseland.
Live at Roseland: Elements of 4 został pozytywnie przyjęty przez krytyków muzycznych, którzy chwalili występy Knowles podczas 4 Intimate Nights with Beyoncé, dokumentalny charakter wydawnictwa, a także osobiste materiały z życia prywatnego wokalistki. DVD uzyskało platynowy status w Australii oraz złoty w Stanach Zjednoczonych, zaś jego edycja deluxe znalazła ponad 100 tysięcy nabywców na rynku amerykańskim, dzięki czemu pokryła się platyną w tym państwie.

## Tło i wydanie
Za reżyserię Live at Roseland odpowiadali Beyoncé Knowles, Ed Burke oraz Anthony Green; Knowles była ponadto producentem wykonawczym wydawnictwa. DVD przedstawia zapis koncertu wokalistki w ramach rewii 4 Intimate Nights with Beyoncé, która odbyła się w sierpniu 2011 roku, w nowojorskiej Roseland Ballroom. Podczas czterech występów rewii Knowles wykonywała przede wszystkim utwory z albumu 4, a także piosenki ze swoich wcześniejszych płyt oraz medley Destiny’s Child. Poza śpiewem, Beyoncé dzieliła się z publicznością doświadczeniami ze swojego życia prywatnego oraz początków i przebiegu kariery muzycznej. Live at Roseland: Elements of 4 zawiera ponadto szereg niepublikowanych wcześniej elementów osobistych zbiorów Knowles, włączając w to zdjęcia/filmy z początków działalności Destiny’s Child, materiały z jej prywatnych podróży i rodzinnych spotkań, a także prób utworu „1+1” przed gościnnym występem w programie American Idol, które zarejestrował jej mąż Jay-Z oraz krótki widok Knowles w jej sukni ślubnej.
Standardowa edycja Live at Roseland: Elements of 4 miała swoją ekskluzywną premierę w Stanach Zjednoczonych 21 listopada 2011 roku w sklepach sieci Walmart. Z kolei 25 listopada na arenie międzynarodowej ukazała się edycja deluxe DVD. Wersja ta ma formę dwudyskowego DVD, zawierającego kompletny zapis występu, bonusowe materiały zza kulis, 20–stronicową książeczkę, a także antologię wideoklipów.

## Promocja
We wrześniu 2011 roku Knowles zamieściła kilka zwiastunów materiału zza kulis na swojej oficjalnej stronie internetowej. 7 listopada wytwórnia Sony Music zorganizowała dwa pokazy pełnej zawartości DVD w swoich nowojorskich biurach; wśród obecnych gości znaleźli się między innymi reprezentanci magazynów Rolling Stone i Essence, Reutersa oraz Billboard.biz. 9 listopada udostępniony został również trailer Live at Roseland: Elements of 4 o długości 64 sekund. 16 listopada w Internecie zadebiutowały pełne wersje koncertowych wykonań utworów „End of Time” i „I Was Here”, które znalazły się na DVD. Następnego dnia na stronie BET.com premierę miały zapisy koncertowych wersji „I Miss You” oraz „Independent Women”. Pełna wersja materiału z Live at Roseland: Elements of 4 miała ekskluzywną premierę 20 listopada o godzinie 17:00 w Vevo. Tego samego dnia Beyoncé uczestniczyła w pokazie DVD w nowojorskim The Paris Theater, zorganizowanym dla grupy fanów wokalistki. Przy tej okazji Knowles udzieliła wywiadu Associated Press, opowiadając o rewii 4 Intimate Nights with Beyoncé:

„Przez cały czas myślałam tylko, 'Wszyscy wiedzą, wszyscy będą to widzieć.’ [...] Chciałam dać z siebie wszystko, co możliwe. Kiedy jesteś w ciąży, nieco trudniej jest oddychać, więc jednoczesny śpiew i taniec był dla mnie trudny. Siłę czerpałam z miłości i wsparcia moich fanów. Podczas występów dostrzegam moich wszystkich wspaniałych fanów wśród publiczności, ponieważ często wkładają więcej wysiłku w wykonywanie choreografii, niż ja. Część z nich sprawiała wrażenie, jakby mówili ‘B[eyoncé], zrobisz lepiej, jeśli umieścisz mnie na tym DVD’, więc to zrobiłam.”

Siódmy wideoklip z antologii, „Dance for You”, zadebiutował online 5 listopada 2011 roku. Z kolei 21 grudnia w Internecie opublikowane zostało wykonanie koncertowe utworu „I Care”. W ramach promocji, Live at Roseland: Elements of 4 został wyemitowany 25 grudnia przez brytyjską stację telewizyjną 4Music, zaś 30 grudnia można było go obejrzeć na antenie Channel 4.
6 stycznia 2012 roku dla użytkowników iPhone’ów oraz iPadów udostępniona została aplikacja Beyoncé: Live at Roseland. Składa się ona z pełnego zapisu koncertu oraz galerii zdjęć z rewii 4 Intimate Nights with Beyoncé, a także bonusowe materiały zza kulis Roseland Balroom, a także zza kamery wideoklipów Beyoncé.

## Przebieg koncertu

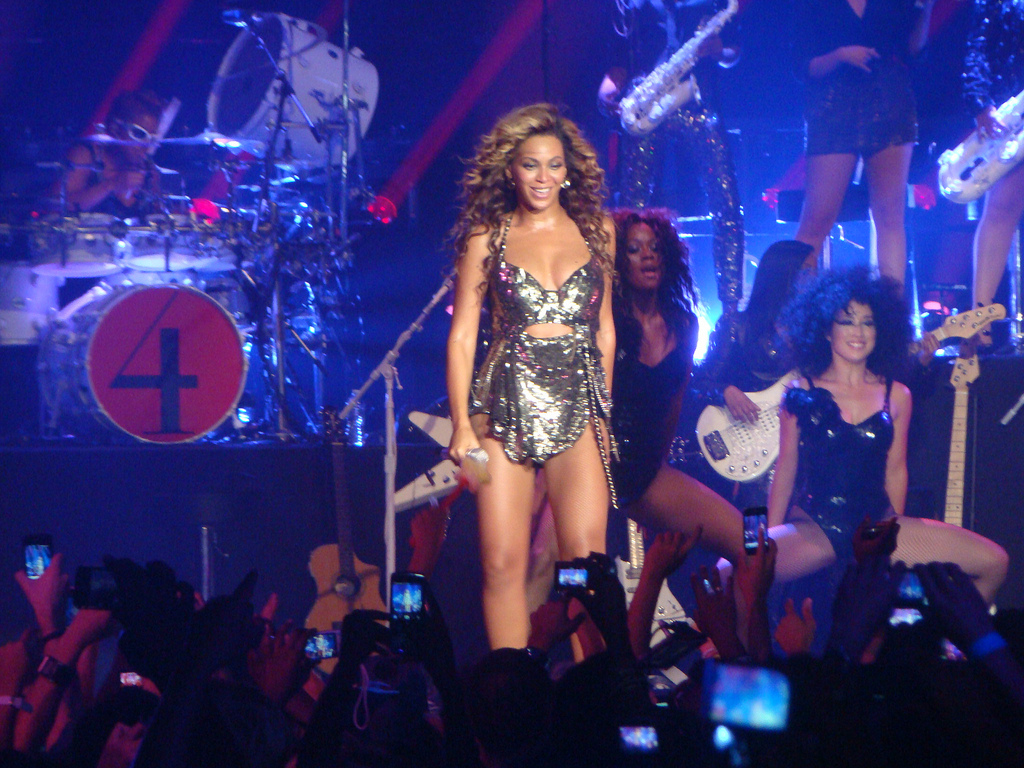
Beyoncé podczas jednego z koncertów w ramach rewii 4 Intimate Nights with Beyoncé

Każdy występ rewii 4 Intimate Nights with Beyoncé rozpoczynał się wraz z wejściem na scenę Knowles, która mówiła: „To będzie coś nieco innego. Coś bardziej intymnego.” Następnie przytaczała wiele wydarzeń ze swojej muzycznej historii, opowiadając o przesłuchaniach dla młodych talentów, na które zaczęła uczęszczać w wieku 9 lat, zaangażowaniu ojca w działalność Destiny’s Child, a także zerwaniu kontraktu z wytwórnią Elektra. Wyznania te kończyła słowami: „chcę świetnie spędzić z wami czas” i rozpoczynała koncert własną wersją utworu „I Wanna Be Where You Are” Michaela Jacksona. Po tym, Beyoncé śpiewała medley piosenek Destiny’s Child, zatrzymując się przy każdej z nich, by opowiedzieć o swoim życiu i stanie umysłu podczas wszystkich stadiów kariery. W trakcie wykonywania „Independent Women” przywołała sytuację, kiedy Matthew Knowles, bez jej zgody, wydał ten utwór na ścieżce dźwiękowej filmu Aniołki Charliego. Przy okazji kolejnego utworu, „Bootylicious”, wytłumaczyła jego genezę, mówiąc, że chciała stworzyć piosenkę, która „celebruje kobiece krągłości”, inspirując się gitarowym riffem Steviego Nicksa w „Edge of Seventeen”. Wykonanie następnej piosenki, „Survivor”, poprzedziła wstępem: „Dużym sukcesom zawsze towarzyszy dużo negatywnych emocji... [One] zachowały się bardzo nie w porządku, ale to stanowiło dla mnie inspirację.”
Po zaśpiewaniu „’03 Bonnie & Clyde”, finałowego utworu z medleya, Knowles opowiedziała o tym, jak powstawał jej pierwszy album, dodając: „[Wytwórnia] powiedziała mi, że nie mam ani jednego hitu na tym albumie. Myślę, że w pewnym sensie mieli rację. Miałam pięć!” Następnie kontynuowała występ z wolniejszą, bardziej jazzową wersją „Crazy in Love”. Kolejnym utworem był „Irreplaceable”, zaśpiewany z silnym wsparciem publiczności. Po słowach „4 września 2008 roku, ktoś włożył mi na palec pierścionek...”, cała zgromadzona publiczność, zarówno mężczyźni, jak i kobiety, zaczęli poruszać rękoma w rytm „Single Ladies (Put a Ring on It)”.
Beyoncé zaprezentowała po tym cały materiał z 4, rozpoczynając od „1+1”, którą śpiewała siedząc na pokrywie fortepianu, z czerwonym oświetleniem i sztucznie zadymioną sceną. Następnie wykonała energiczne „I Care” oraz balladę „I Miss You” – siedząc na krzesełku na środku sceny, a wstając jedynie pod koniec utworu, wzbogacony o dodatkowy wokal i wariację instrumentalną. Kolejną piosenkę była „Best Thing I Never Had”, której melodia została nieznacznie zmieniona. Śpiewanemu później „Party” towarzyszyła publiczność, falując w górze rękoma i przeciągając „y” do każdego wersu. W „Rather Die Young” Knowles zharmonizowała swój wokal z chórkiem, by później wykonać szybszą niż albumowa wersję „Love on Top” z pełną choreografią. Podczas „Countdown” wokalistka rozpoczęła odliczanie, pozwalając, by publiczność dokończyła je od liczby 9 do 1. Następne w kolejności były utwory „End of Time” oraz „Run the World (Girls)”, podczas których wokalistka tańczyła na mniejszej części sceny. Koncerty kończyły się balladą „I Was Here” i słowami, nawiązującymi bezpośrednio do piosenki: „Roseland, we were here.”

## Przyjęcie

### Oceny
| Przyznane oceny    | Przyznane oceny |
| Źródło             | Ocena           |
| ------------------ | --------------- |
| Daily Express      | [ 27 ]          |
| Jam!               | [ 28 ]          |
| People             | [ 29 ]          |
| The New York Times | (pozytywny)     |
| VH1                | (pozytywny)     |

Elysa Gardner z USA Today stwierdziła, że Live at Roseland: Elements of 4 oraz album Live at the Royal Albert Hall (2011) Adele są najlepszymi wydaniami DVD grudnia 2011 roku, zaś same wokalistki opisała jako „dwie najbardziej niezastąpione i niepowstrzymane gwiazdy muzyki”. Kat George z VH1 przyznała DVD pozytywną ocenę, uznając je za „poruszające, inspirujące i zaraźliwe”, chwaląc ponadto jego „nieskazitelną produkcję”. Następnie kontynuowała: „Na Live zt Roseland nie ma żadnych zapełniaczy czasu, to pokaz wysokiej energii od początku do samego końca, który nie daje szans, by choćby na chwilę stracić zainteresowanie materiałem.” George opisała album mianem „intymnego”, co w jej opinii „oddaje magię Beyoncé – nawet, gdy przemawia do tłumu, mówi do każdego z nas z osobna”. Kat George zakończyła recenzję słowami, że album „daje możliwość spędzenia osobistego wieczoru z Knowles”. Sian-Pierre Regis z MTV uznał, że DVD ukazuje delikatniejszą stronę Beyoncé, a samą wokalistkę określił mianem „daru, który nie przestaje nas zadziwiać”. Natomiast Melissa Maerz z Entertainment Weekly napisała, że za pośrednictwem piosenek z Live at Roseland: Elements of 4 Beyoncé „przekazuje historię swojego życia”.
Andrew Martin z Prefix Magazine zauważył: „Live at Roseland: Elements of 4 bywa nazywany najbardziej osobistym dziełem Knowles w jej dotychczasowej karierze, i po jego obejrzeniu można uznać, że takie stwierdzenie nie odbiega od prawdy.” Simon Gage z Daily Express przyznał DVD cztery gwiazdki na pięć możliwych, a także stwierdził, że „Beyoncé błyszczy, gdy wkracza na scenę”. Gage pochwalił ponadto „zwierzęcy magnetyzm”, który towarzyszył jej podczas wykonywania utworów. Chuck Arnold z magazynu People także uznał, iż „piosenki z 4 brzmią jeszcze lepiej na albumie koncertowym, niż na płycie studyjnej”. Darryl Sterdan ze strony internetowej Jam! opisał Live at Roseland: Elements of 4 jako „zwyczajową mieszkankę królewskiej klasy [Knowles], intymności niczym u dziewczyny z sąsiedztwa i bezgranicznej energii”. Piszący dla The Wrap Chris Willman porównał DVD do programu dokumentalnego This Is Your Life, a także skomentował: „[Album] jest wysoce imponujący, jednak jeśli solipsyzm to nie wasza bajka, [album] może stać się dla was nieco męczący. [...] Co zadziwiające, nawet w jej najbardziej egotycznych momentach, Beyoncé nigdy nie przestaje wzbudzać sympatii. W sumie można by ją nazwać najbardziej uprzejmym i dobrodusznym megalomanem świata.” Następnie Willman określił samą Knowles mianem „wspaniałej” oraz dodał, że „wykonania na żywo utworów z 4 są znacznie bardziej świeże, niż ich studyjne odpowiedniki”, również za sprawą złożonego wyłącznie z kobiet zespołu koncertowego Beyoncé.

### Uznanie
Sasha Frere-Jones z The New Yorker wyróżniła album w zestawieniu najlepszych wydawnictw muzycznych 2011 roku wśród amerykańskich wokalistów, komentując: „Oglądanie DVD było pasjonujące nie dlatego, że show był niezwykle przemyślany – Beyoncé po prostu urodziła się, by być na scenie, nosić błyszczące ciuchy i porywać publiczność –, ale dlatego, że Beyoncé ma dokładnie to ma myśli, chce tego, ma głos i wie, kogo zatrudnić, by wprowadzić życie wszystkie swoje pomysły.” The Boston Globe umieścił album na liście DVD, które najlepiej nadają się na świąteczne prezenty. Billboard także uwzględnił Live at Roseland: Elements of 4 w podsumowaniu najlepszych koncertowych DVD sezonu zimowego.

### Odbiór komercyjny
Live at Roseland: Elements of 4 był drugim najlepiej sprzedającym się DVD 2011 roku w Stanach Zjednoczonych oraz na świecie. Wydawnictwo zadebiutowało na 2. miejscu amerykańskiej listy Billboard Top Music Videos, uzyskując złoty status za sprzedaż powyżej 50 tysięcy kopii. Z kolei edycja deluxe Live at Roseland: Elements of 4 rozeszła się w Stanach Zjednoczonych w ponad 100 tysięcy egzemplarzy, dzięki czemu pokryła się platyną w tym państwie. W pierwszym tygodniu dostępności na polskim rynku album znalazł ponad 5 tysięcy nabywców, uzyskując platynowy status.

## Lista utworów
The Journey B „4”
| #   | Tytuł                              | Długość |
| --- | ---------------------------------- | ------- |
| 1.  | „Intro”                            | 1:54    |
| 2.  | „I Wanna Be Where You Are”         | 2:37    |
| 3.  | „No, No, No (Part 1)”              | 1:30    |
| 4.  | „No, No, No (Part 2)”              | 1:19    |
| 5.  | „Bug a Boo”                        | 0:32    |
| 6.  | „Bills, Bills, Bills”              | 0:45    |
| 7.  | „Say My Name”                      | 0:46    |
| 8.  | „Jumpin’, Jumpin’”                 | 0:30    |
| 9.  | „Independent Women”                | 2:27    |
| 10. | „Bootylicious”                     | 1:50    |
| 11. | „Survivor”                         | 2:16    |
| 12. | „’03 Bonnie & Clyde”               | 1:01    |
| 13. | „Crazy in Love”                    | 6:01    |
| 14. | „Dreamgirls”                       | 1:02    |
| 15. | „Irreplaceable”                    | 2:02    |
| 16. | „Single Ladies (Put a Ring on It)” | 3:34    |

„4”
| #   | Tytuł                        | Długość |
| --- | ---------------------------- | ------- |
| 17. | „I Care”                     | 4:05    |
| 18. | „I Miss You”                 | 3:23    |
| 19. | „Run the World (Girls)”      | 2:55    |
| 20. | „1+1”                        | 5:37    |
| 21. | „Party”                      | 3:09    |
| 22. | „Love on Top”                | 4:22    |
| 23. | „Best Thing I Never Had”     | 5:12    |
| 24. | „Countdown”                  | 3:10    |
| 25. | „Rather Die Young”           | 3:44    |
| 26. | „End of Time”                | 3:45    |
| 27. | „I Was Here”                 | 8:46    |
| 28. | „Roseland: Behind the Stage” | 6:29    |

| Edycja deluxe: 4 Video Anthology (Dysk 2) |
| --- |
| 1. „1+1” (reż. Beyoncé Knowles, Lauren Briet, Ed Burke) – 4:27 2. „Best Thing I Never Had” (reż. Diane Martel) – 4:13 3. „Party” (feat. J. Cole) (reż. Knowles, Alan Ferguson) – 3:40 4. „Love on Top” (reż. Knowles, Ed Burke) – 3:15 5. „Countdown” (reż. Knowles, Adria Petty) – 3:33 6. „Run the World (Girls)” (reż. Francis Lawrence) – 4:55 7. „Dance for You” (reż. Knowles, Alan Ferguson) – 5:11 8. „Beyoncé: Behind the Camera” – 20:00 |

## Pozycje na listach i certyfikaty
| Lista (2011)                       | Najwyższa pozycja |
| ---------------------------------- | ----------------- |
| Australian Music DVD Chart         | 4                 |
| Belgium Music DVD Chart (Flandria) | 6                 |
| Belgium Music DVD Chart (Walonia)  | 9                 |
| Dutch Music DVD Chart              | 3                 |
| French Music DVD Chart             | 8                 |
| German Music DVD Chart             | 10                |
| Greek Albums Chart                 | 54                |
| Hungarian Music DVD Chart          | 13                |
| Irish Music DVD Chart              | 10                |
| Italian Music DVD Chart            | 2                 |
| Portugal Music DVD Chart           | 9                 |
| Spanish Music DVD Chart            | 4                 |
| Swedish Music Video Chart          | 8                 |
| Swiss Music DVD Chart              | 8                 |
| UK Music Video Chart               | 8                 |
| U.S. Billboard Top Music Videos    | 2                 |

| Państwo                  | Certyfikat              |
| ------------------------ | ----------------------- |
| Australia (ARIA)         | Platyna                 |
| Polska (ZPAV)            | Złoto                   |
| Stany Zjednoczone (RIAA) | Złoto                   |
| Stany Zjednoczone (RIAA) | Platyna (edycja deluxe) |

| Lista (2011)               | Pozycja |
| -------------------------- | ------- |
| Australian Music DVD Chart | 29      |
| Dutch Music DVD Chart      | 23      |

## Personel
| - Mathieu Asselin – fotografia - Susannah Benjamin – fotografia - Ed Burke – reżyseria - Francesco Carrozzini – fotografia - Patrick Demarchelier – fotografia - Tony Duran – fotografia - Greg Gex – fotografia - Anthony Green – reżyseria - Sharif Hamza – fotografia - Ty Hunter – stylista | - Beyoncé Knowles – reżyseria, producent wykonawczy - Adam Larson – dyrekcja artystyczna - Alexi Lubomirski – fotografia - Julie Platner – fotografia - Shaul Schwarz – fotografia - Raquel Smith – asystentka stylisty - Myrna Suarez – fotografia - Jenke-Ahmed Tailly – dyrektor kreatywny - Ellen von Unwerth – fotografia |

## Daty wydania
| Państwo           | Data              | Wytwórnia                | Edycja                        |
| ----------------- | ----------------- | ------------------------ | ----------------------------- |
| Stany Zjednoczone | 21 listopada 2011 | Columbia Records         | standardowa (w sieci Walmart) |
| Belgia            | 25 listopada 2011 | Sony Music Entertainment | deluxe                        |
| Holandia          | 25 listopada 2011 | Sony Music Entertainment | deluxe                        |
| Francja           | 28 listopada 2011 | Sony Music Entertainment | standardowa, deluxe           |
| Kanada            | 29 listopada 2011 | Sony Music Entertainment | deluxe                        |
| Stany Zjednoczone | 29 listopada 2011 | Columbia Records         | deluxe                        |
| Australia         | 2 grudnia 2011    | Sony Music Entertainment | deluxe                        |
| Niemcy            | 2 grudnia 2011    | Sony Music Entertainment | standardowa, deluxe           |
| Polska            | 5 grudnia 2011    | Sony Music Entertainment | standardowa, deluxe           |
| Wielka Brytania   | 5 grudnia 2011    | Sony Music Entertainment | deluxe                        |
| Filipiny          | 10 grudnia 2011   | Sony Music Entertainment | deluxe                        |
| Japonia           | 21 grudnia 2011   | Sony Music Entertainment | deluxe                        |